# Adem Ljajić
Adem Ljajić (Servisch: Адем Љајић) (Novi Pazar, 29 september 1991) is een Servisch voetballer die doorgaans als offensieve middenvelder speelt. Hij verruilde Fatih Karagümrük in 2023 voor FK Novi Pazar, de club uit zijn geboortestad. Ljajić debuteerde in 2010 in het Servisch voetbalelftal.

## Clubcarrière
Ljajić, een Bosniak uit Servië, werd op veertienjarige leeftijd opgenomen in de jeugdopleiding van FK Partizan. Hier debuteerde hij op 29 juli 2008 in het eerste elftal, in een voorronde van de Champions League tegen Inter Bakoe. Hij maakte zijn eerste competitiedoelpunt voor Partizan op 23 november 2008, tegen OFK Beograd.
Ljajić tekende op 13 januari 2010 bij Fiorentina. Partizan ontving acht miljoen euro voor de transfer. Hij maakte op 31 januari 2010 zijn debuut voor Fiorentina, als vervanger voor Manuel Pasqual tegen Cagliari. In drie seizoenen scoorde hij vijftien doelpunten in 78 wedstrijden voor La Viola.
Fiorentina verkocht Ljajić op 28 augustus 2013 voor elf miljoen euro aan AS Roma. Hiervoor maakte hij op 1 september 2013 zijn eerste doelpunt, tegen Hellas Verona. Op 22 september 2013 scoorde hij in de derby della capitale tegen SS Lazio. Roma verhuurde Ljajić in augustus 2015 voor een jaar aan Internazionale, dat daarbij een optie tot koop bedong. Hij speelde dat seizoen 25 competitiewedstrijden, waarna Inter hem terugstuurde.
Ljajić tekende in juli 2016 een contract bij Torino. Dat betaalde circa €8.500.000,- voor hem aan AS Roma. Dat kreeg daarbij tot €500.000 extra aan eventuele bonussen in het vooruitzicht.

## Interlandcarrière
Ljajić debuteerde op 17 november 2010 in het Servisch voetbalelftal, in een oefeninterland tegen Bulgarije. Op 26 mei 2012 weigerde hij tijdens een interland het Servische volkslied mee te zingen, omdat het over de Servisch-orthodoxe Kerk gaat. Ljajić is een moslim. Hierdoor werd hij uit het nationaal elftal gezet. In 2014 werd Dick Advocaat bondscoach van Servië. Door zijn houding werd hij niet opgeroepen door Advocaat. Na een afwezigheid van bijna twee jaar keerde hij terug en mocht hij van bondscoach Ljubinko Drulović op 5 maart 2014 invallen in een oefeninterland in en tegen Ierland (1-2). Hij loste in dat duel na 81 minuten Dušan Tadić af. Zijn eerste interlandtreffer volgde op 7 juni van datzelfde jaar, toen Servië in een oefenwedstrijd met 4-1 won van Azerbeidzjan.
Ljajić maakte deel uit van de Servische selectie die onder leiding van bondscoach Mladen Krstajić deelnam aan de WK-eindronde 2018 in Rusland. Daar sneuvelde de ploeg in de voorronde na een overwinning op Costa Rica (1–0) en nederlagen tegen achtereenvolgens Zwitserland (1–2) en Brazilië (0–2). Ljajić kwam in alle drie de WK-duels in actie voor zijn vaderland.

## Erelijst
| Competitie         |             |             |             |             |
| Competitie         | Aantal      | Jaren       |             |             |
| FK Partizan        | FK Partizan | FK Partizan | FK Partizan | FK Partizan |
| ------------------ | ----------- | ----------- | ----------- | ----------- |
| Kampioen Superliga | 1x          | 2008/09     |             |             |
| Beker van Servië   | 1x          | 2008/09     |             |             |
| Beşiktaş           |             |             |             |             |
| Kampioen Süper Lig | 1x          | 2020/21     |             |             |
| Türkiye Kupası     | 1x          | 2020/21     |             |             |

1 Stojković ·
2 Rukavina ·
3 Tošić ·
4 Milivojević ·
5 Spajić ·
6 Ivanović ·
7 Živković ·
8 Prijović ·
9 Mitrović ·
10 Tadić ·
11 Kolarov  ·
12 Rajković ·
13 Veljković ·
14 Rodić ·
15 Milenković ·
16 Grujić ·
17 Kostić ·
18 Radonjić ·
19 Jović ·
20 Milinković-Savić ·
21 Matić ·
22 Ljajić ·
23 Dmitrović ·
Coach: Krstajić